# Jean Lambert Marchal
Pour les articles homonymes, voir Marchal.
Jean-Lambert Marchal Dujard, né le 17 septembre 1739 à Lunéville (duché de Lorraine), mort le 2 juillet 1796 au Col de Tende (Alpes-Maritimes), est un général de la Révolution française.

## États de service
Il entre en service le 30 septembre 1754, comme cadet dans l’artillerie, il est nommé sous-lieutenant le 1er janvier 1757. Il fait les campagnes d’Allemagne de 1760 à 1762, et y gagne les grades de lieutenant le 27 mars 1760, lieutenant en second le 15 janvier 1762, et lieutenant en premier le 15 octobre 1765.
Il est nommé capitaine par commission le 31 juillet 1767, et il sert en Corse en 1768 et 1769. Il est fait chevalier de Saint-Louis le 6 novembre 1769. Le 7 septembre 1772, il est capitaine en second, puis le 21 avril 1777, il est capitaine d’une compagnie de sapeurs au régiment de Besançon, puis de canonniers le 9 mai 1778. Il est nommé major le 1er juin 1786, et lieutenant-colonel le 1er janvier 1791.
Employé dès 1792 à l’armée d’Italie, il est fait chef de brigade le 8 mars 1793, au 4e régiment d’artillerie à pied. Il est promu général de brigade provisoire le 25 février 1794, et confirmé dans son grade le 1er avril 1795. Le 25 avril 1796, il se distingue à la prise de Cherasco, et il est assassiné par des barbets au col de Tende le 2 juillet 1796, alors qu’il se rend à Nice pour y prendre le commandement de l’artillerie de la côte.
Nota : Pour la galerie des glaces à Versailles, sa date de décès est le 3 juin 1800.

## Sources
- (en) « Generals Who Served in the French Army during the Period 1789 - 1814: Eberle to Exelmans »
- Jacques Charavay, Les généraux morts pour la patrie, 1792-1871 : notice biographiques, Au siège de la société, 1893, 160 p. (lire en ligne), p. 35.
- « Galeries historiques du Palais de Versailles »
- Georges Six, Dictionnaire biographique des généraux & amiraux français de la Révolution et de l'Empire (1792-1814) Paris : Librairie G. Saffroy, 1934.